# Masterplan Binnenschifffahrt
Der Masterplan Binnenschifffahrt wurde am 14. Mai 2019 vom Bundesministerium für Verkehr und digitale Infrastruktur (BMVI) in Berlin vorgestellt.

## Geschichte
2018 wurden die Arbeiten am Masterplan Binnenschifffahrt mit dem Ziel, die Binnenschifffahrt zukunftsfähig und attraktiver zu machen, begonnen. Beteiligt waren neben dem BMVI die Wasserstraßen- und Schifffahrtsverwaltung des Bundes, Unternehmen aus dem Binnenschifffahrtsgewerbe, der Häfen, der Bauindustrie, der Verlader, der Werftindustrie, der Motorenhersteller sowie von Forschungseinrichtungen. Deutsche und europäische Forschungseinrichtungen wie das Deutsche Zentrum für Luft- und Raumfahrt (DLR) sowie die Versuchsanstalt Duisburg arbeiten bereits an autonomen Binnenschiffen mit den Fernziel Platooning auf Binnenwasserstraßen. Nach fast einjähriger Arbeit wurde der Masterplan Binnenschifffahrt  vom BMVI abgeschlossen, und der Masterplan wurde am 14. Mai 2019 in Berlin vorgestellt.

## Schwerpunkte
Die Maßnahmen im Masterplan Binnenschifffahrt beinhalten fünf Schwerpunkte:
- Infrastruktur:  Investitionen in Milliardenhöhe für ausreichend finanzielle, strukturelle und personelle Kapazitäten im Bereich der Wasserstraßen.

- Umweltfreundlichkeit und Flottenstruktur: Unterstützung der Branche bei der Umstellung auf effizientere und emissionsärmere und autonome Schiffe.

- Digitalisierung: Binnenschifffahrt 4.0 – Vernetzung der Schiffe und Häfen, Digitalisierung der Schleusen und Schiffe, Automatisierung der Umschlagplätze.

- Stärkung multimodaler Transportketten: Erhöhung der Binnenschifffahrt am Modal Split auf 12 Prozent des Anteils der Verkehrsleistung.

- Mehr Fachkräfte: Unterstützung der Verbände bei der Nachwuchsgewinnung und bei der bundesweiten Offensive auf Jobmessen.